# Ivaniv, Teplîk
Ivaniv (în ucraineană Іванів) este un sat în comuna Komarivka din raionul Teplîk, regiunea Vinnița, Ucraina.

## Demografie
Componența lingvistică a localității Ivaniv
     Ucraineană (100%)
Conform recensământului din 2001, toată populația localității Ivaniv era vorbitoare de ucraineană (100%).